# Bistum Maralal
Das Bistum Maralal (lat.: Dioecesis Maralalensis, engl.: Diocese of Maralal) ist ein in Kenia gelegenes Bistum der römisch-katholischen Kirche mit Sitz in Maralal. Es umfasst das Samburu County.

## Geschichte
Papst Johannes Paul II. gründete es mit der Apostolischen Konstitution Ad plenius am 15. Juni 2001 aus Gebietsabtretungen des Bistums Marsabit und unterstellte es dem Erzbistum Nyeri als Suffragandiözese.
Am 30. September 2006 wurde in der Diözese James Lomulen Kayanda zum Priester geweiht, der erste Jesuit aus der Ethnie der Turkana.

## Bischöfe von Maralal
- Virgilio Pante IMC, 2001–2022
- Hieronymus Joya IMC, seit 2022